# Гиг VI (дофин Вьеннский)
Гиг VI (фр. André Guigues VI de Viennois; 1184 — 14 марта 1237) — дофин Вьеннский, граф д’Альбон, де Гренобль, д'Уазан, де Бриансон (1228—1237). В современных ему источниках фигурировал как Андре, а традиционное имя дофинов Гиг ему приписали позднейшие историки.

## Биография
Младший сын герцога Бургундского Гуго III от его второго брака с Беатрисой д’Альбон. После смерти матери в 1228 году унаследовал её владения Дофине и графство д’Альбон.
Покровительствовал многим монастырям. В память о страшном наводнении 1219 года начал строительство церкви Святого Андрея (фр.) в Гренобле.

## Брак и дети

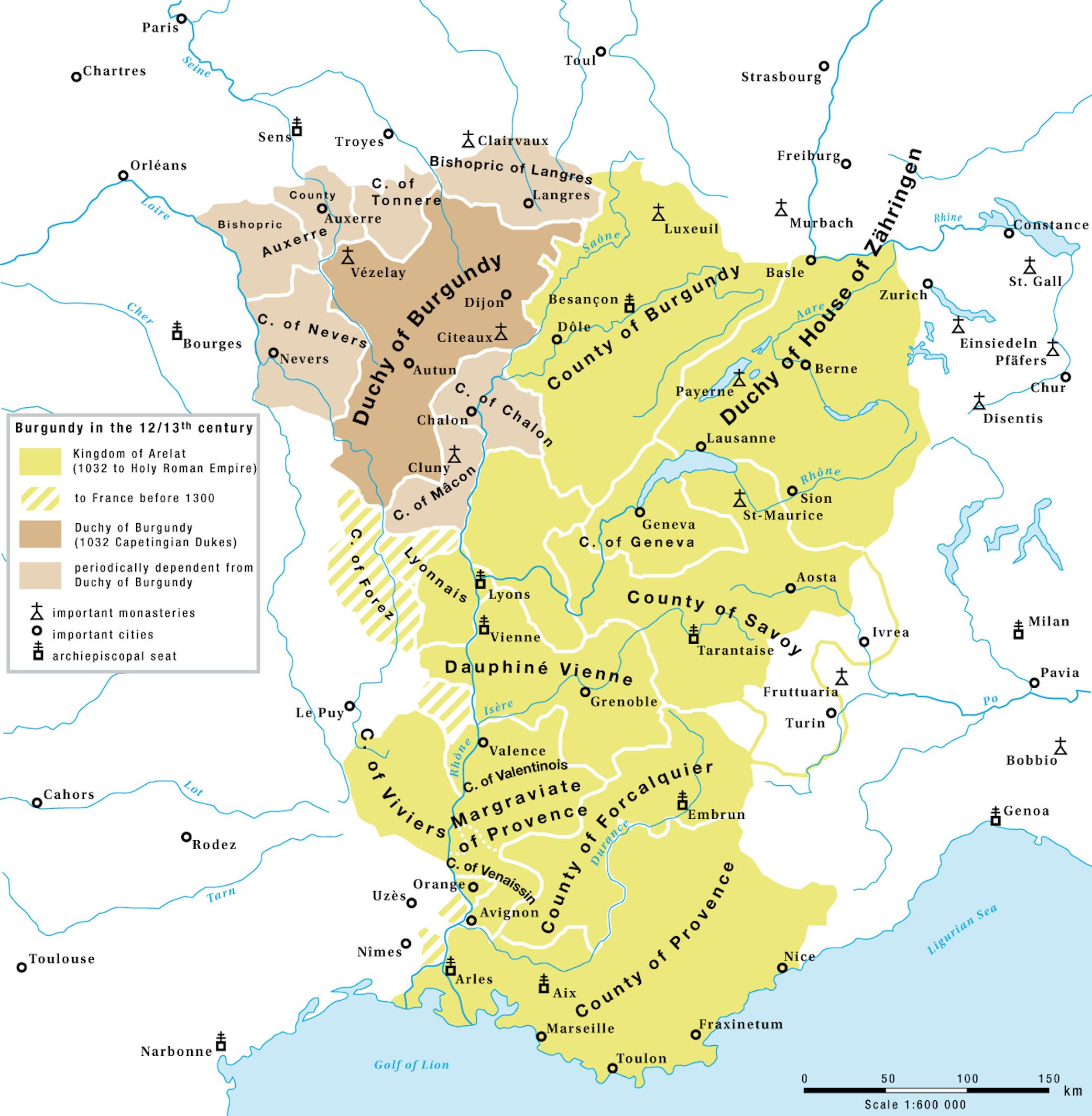
Дофине на карте королевства Арелат, XIII век

В 1202 году женился на Беатрисе де Форкалькье (1182—после 1248), графине де Гап и д’Амброн, дочери Гильома IV, графа Форкалькье. У них родилась дочь:
- Беатриса (1205—после 1248), супруга Амори VI де Монфор.

Не имея сына-наследника, Гиг VI в 1211 году инициировал расторжение этого брака по причине близкого родства. Его второй женой была Семноресса де Пуатье (ум. 1219), дочь Аймара II, графа Валентинуа.
Овдовев, в 1219 году Гиг VI женился в третий раз — на Беатрисе Монферратской, дочери маркграфа Вильгельма VI Монферратского. В браке родилось два сына:
- Гиг VII (1225—1269), унаследовал Дофине и графство д’Альбон после смерти отца.
- Жан (1227—1239).